# The Mayor
The Mayor – amerykański serial telewizyjny (komedia) wyprodukowany przez Jeremy Bronson Productions, Fee-Fi-Fo Films, Fanfare Productions oraz ABC Studios, którego pomysłodawcą jest Jeremy Bronson. Serial był emitowany od 3 października 2017 roku do 12 grudnia 2017 roku na NBC.
Na początku stycznia 2018 roku, stacja NBC anulowała serial po jednym sezonie. Nie wiadomo kiedy zostaną wyemitowane pozostałe odcinki NBC Cancelled 2017

## Fabuła
Serial opowiada o życiu Courtneya Rose, rapera, który zostaje burmistrzem.

## Obsada

### Główna
- Brandon Micheal Hall jako Courtney Rose[3]
- Lea Michele jako Valentina Barella[4]
- Bernard David Jones jako Jermaine Leforge[5]
- Marcel Spears jako T.K. Clifton
- Yvette Nicole Brown jako Dina Rose[6]

### Gościnne występy
- Daveed Diggs jako Mac Etcetra[7]
- David Spade jako Ed Gunt[7]
- Jillian Armenante jako Kitty[7]
- Larry Joe Campbell jako Dick[7]
- Anabel Munoz jako Gabby Montoya[7]
- Arsenio Hall jako Reverend Okoye[8]
- Larry Wilmore jako Vern[9]
- Kristen Johnston jako Chief Fox[10]
- Jillian Armenante jako Kitty[10]
- Arsenio Hall jako Reverend Okoye[11]
- Kali Hawk jako Amber[11]
- Meagan Tandy jako Danielle[11]
- Tom Wilson jako Governor Fillucci[12]
- Wendy Raquel Robinson jako Krystal[12]
- Rapper E-40 jako on sam[13]
- David Spade jako Ed Gunt[14]

## Odcinki
| Sezon | Odcinki | Oryginalna emisja w ABC | Oryginalna emisja w ABC |
| Sezon | Odcinki | Premiera sezonu         | Finał sezonu            |
| ----- | ------- | ----------------------- | ----------------------- |
| 1     | 13      | 3 października 2017     | 12 grudnia 2017         |

### Sezon 1 (2017–2018)
| Nr | Tytuł                      | Reżyseria         | Scenariusz                     | Premiera w ABC       |
| -- | -------------------------- | ----------------- | ------------------------------ | -------------------- |
| 1  | Pilot                      | Daveed Diggs      | Jeremy Bronson                 | 3 października 2017  |
| 2  | The Filibuster             | James Griffiths   | Vijal Patel                    | 10 października 2017 |
| 3  | Buyer's Remorse            | John Fortenberry  | Jeremy Bronson                 | 17 października 2017 |
| 4  | City Hall-oween            | James Griffiths   | Regina Hicks                   | 24 października 2017 |
| 5  | The Strike                 | Tina Mabry        | Matt Fusfeld, Alex Cuthbertson | 31 października 2017 |
| 6  | Will You Accept This Rose? | James Griffiths   | Emily Halpern, Sarah Haskins   | 7 listopada 2017     |
| 7  | Here Comes the Governor    | Tristram Shapeer  | Monica Padrick                 | 14 listopada 2017    |
| 8  | Monuments Man              | James Griffiths   | Vijal Patel                    | 5 grudnia 2017       |
| 9  | Grey Christmas             | Kevin Bray        | Emily Halpern, Sarah Haskins   | 12 grudnia 2017      |
| 10 | Mama Rose Best             | Anya Adams        | Jared Miller                   |                      |
| 11 | The Lockdown               | Jay Chandrasekhar | Sabrina Jalees                 |                      |
| 12 | The Pitch                  | Tristram Shapeero | Amanda Idoko                   |                      |
| 13 | Death of a Councilman      | Bill Purple       | Mnelik Belilgne                |                      |

## Produkcja
26 stycznia 2017 roku, stacja ABC zamówiła pilotowym odcinek komedii od Zacha Braffa i Daveeda Diggsa. W tym samym miesiącu poinformowano, że główną rolę zagra Brandon Micheal Hall.
Pod koniec lutego 2017 roku, ogłoszono, że Lea Michele wcieli się w rolę Valentina'y Barella.
W następnym miesiącu, poinformowano, że do obsady dołączyli: Bernard David Jones i Yvette Nicole Brown.
12 maja 2017 roku, stacja ABC ogłosiła, zamówienie serialu na sezon telewizyjnym 2017/2018.